# Jörg Demus
Jörg Demus (Sankt Pölten, Austria, 2 de diciembre de 1928-Viena, 16 de abril de 2019) fue un pianista austriaco. 

## Biografía
A los seis años de edad, Demus recibió sus primeras clases de piano. Cinco años después, accedió a la Academia de Música de Viena, estudiando piano y dirección de orquesta. Se graduó en 1945. No obstante, su debut pianístico tuvo lugar mientras era estudiante a los catorce años: Demus tocó en la sala Brahms para la prestigiosa Gesellschaft der Musikfreunde.
Fue un acompañante de lieder e intérprete de música de cámara, apareciendo tanto con cantantes de la talla de Elisabeth Schwarzkopf, Dietrich Fischer-Dieskau, Elly Ameling y Peter Schreier e intérpretes de cuerda Josef Suk y Antonio Janigro. Asimismo, actuó en muchas ocasiones como solista, interpretando en instrumentos tanto modernos como históricos, y colaboró con Paul Badura-Skoda sobre el escenario y en la confección de un libro sobre la interpretación de las sonatas para piano de Beethoven. Demus interpretó con bastante frecuencia obras del periodo romántico, tanto como solista como en agrupaciones de cámara.

## Condecoraciones
Recibió la Medalla Mozart a la interpretación pianística de la Mozartgemeinde Wien en 1979.
- Premio Robert Schumann

## Discografía
- Brahms, Schöne Magelone - Schmidt/Demus, Deutsche Grammophon
- Brahms: Sonatas para violonchelo Nos. 1 & 2 - Ludwig Hoelscher/Jörg Demus, 1959 BNF
- Loewe, Baladas y Lieder - Fischer-Dieskau/Demus, Deutsche Grammophon
- Schubert, Winterreise - Fischer-Dieskau/Demus, Deutsche Grammophon
- Schumann, Lieder - Fischer-D./Eschenbach/Demus, Deutsche Grammophon
- Fischer-Dieskau, Christmas songs - Fischer-Dieskau/Demus, 1970 Deutsche Grammophon
- Schubert - Works For Flute And Pianoforte/Wanderer Fantasy D 760 - Patrick Gallois/Jörg Demus, 1996 Saphir
- Schubert & Schumann: Songs - Elly Ameling/Jörg Demus, 1990 BMG
- Schumann Complete Works for piano - 13 CD